# Nikki McKibbin
Katherine Nicole McKibbin, detta Nikki (Grand Prairie, 28 settembre 1978 – Arlington, 1º novembre 2020), è stata una cantante, compositrice e personaggio televisivo statunitense.
Si impose all'attenzione del grande pubblico nel 2002 dopo il terzo posto finale nella prima edizione del talent show American Idol.
Sotto contratto inizialmente con la RCA, lasciò l'etichetta per divergenze artistiche.
Nel corso della sua carriera artistica, interrotta a 42 anni nel 2020 con la morte per aneurisma cerebrale, ha pubblicato un unico album, Unleashed (2007), ma ha tuttavia partecipato a diverse trasmissioni in qualità di personsggio televisivo.

## Biografia
Originaria del Texas, prima di lanciarsi nella carriera artistica Nikki McKibbin era una piccola imprenditrice nel ramo del karaoke.
Nel 2002 prese parte alla prima edizione del talent show American Idol classificandosi terza e figurando nella successiva compilation ufficiale dello spettacolo.
Successivamente fu messa sotto contratto da RCA Records e 19 Management, che tentarono di imporle una svolta artistica country in contrasto con le sue aspirazioni di compositrice e interprete rock.
Tale divergenza portò McKibbin a non produrre alcunché di pubblicabile per entrambe le etichette e alla risoluzione del contratto.
Nel 2005, cessata l'attività imprenditoriale, McKibbin esordì in televisione nel reality Fear Factor, a cui fecero seguito The Battle of Reality Stars, Kill Reality e il film TV The Scorned, il cui cast era composto dai partecipanti a Kill Reality; nello stesso anno firmò un contratto con Astral Records per cui iniziò a lavorare sul suo primo album.
Il progetto, chiamato Unleashed, fu pubblicato nel 2007 e promosso con un tour organizzato insieme al gruppo rock metal Rivethead.
All'epoca alcolista e cocainodipendente, nel 2008 prese parte al reality di VH1 Celebrity Rehab with Dr. Drew, programma televisivo i cui protagonisti sono personaggi famosi in cura da tossicodipendenze; un anno più tardi partecipò allo spin-off di tale programma, Sober House, in cui i protagonisti dello show principale parlavano dei risultati raggiunti nella terapia di disintossicazione.
Nel 2011 McKibbin fu ospite della quinta edizione di Celebrity Rehab in cui celebrò i suoi tre anni di astinenza da droga e alcool
Del 2012 è un altro lavoro musicale, Psychotrip, EP che in retrospettiva fu la sua ultima produzione.
La più recente apparizione televisiva di McKibbin è del 2014, in occasione della quale accompagnò suo figlio al casting della tredicesima edizione di American Idol.
Con il passare degli anni diradò la sua attività pubblica, continuando l'attività di presentatrice di karaoke nel locale di famiglia ad Arlington; il 28 ottobre 2020 fu colpita da aneurisma cerebrale; mai più ripresasi e dichiarata clinicamente morta, fu tenuta in vita il tempo necessario per dar corso alla sua volontà di donare i propri organi e il 1º novembre successivo morì a 42 anni; al momento della morte lasciò due figli, il più giovane dei quali nato dal suo sopravvissuto marito.

## Discografia

### Album
- 2007 ― Unleashed

### EP
- 2012 ― Psychotrip

### Singoli
- 2006 ― To Be with You
- 2006 ― The Lie
- 2007 ― Naked Inside
- 2007 ― Save What's Left of Me
- 2007 ― Cry Little Sister
- 2009 ― Here to There
- 2009 ― Inconsolable
- 2011 ― Made It
- 2011 ― Celebrity High

## Programmi televisivi
- 2002 ― American Idol - Concorrente, terza classificata
- 2005 ― Fear Factor - Concorrente
- 2005 ― Battle of the Network Reality Stars - Concorrente, vincitrice
- 2008 ― Celebrity Rehab with Dr. Drew  - Partecipante
- 2009 ―  Sober House - Partecipante
- 2011 ― Celebrity Rehab with Dr. Drew  - Ospite

## Filmografia
- The Scorned ― Film TV, regia di Robert Kubilos (2005)